# Nyelvérintkezés
A történeti nyelvészetben és a szociolingvisztikában a nyelvérintkezés egyrészt azon nyelvhasználókra vonatkozik, akik anyanyelvükön kívül más nyelvet vagy más nyelveket is használnak, másrészt azon nyelvekre, amelyek az előbbi értelemben vett nyelvérintkezésnek betudható vonásokat vesznek fel. A nyelvérintkezés tanulmányozására a nyelvészetben külön tudományág is létrejött, a kontaktusnyelvészet.

## A nyelvérintkezés körülményei
A nyelvérintkezés elsősorban spontán lehet, ezért népinek nevezhető. Különböző nyelveket beszélők közötti közvetlen kontaktusok nyomán jön létre.
Az egyik olyan körülmény, amely ezt okozza különböző anyanyelvű népességek együttélése egy államon belül. Ezt a körülményt politikai, történelmi, földrajztudományi stb. tényezők határozzák meg. Megvan Magyarországon, a Magyarországgal szomszédos országokban, Belgiumban, Svájcban, Kínában, Indiában, Peruban és sok más országban.
Egy másik nyelvérintkezési körülmény a szomszédos államok közötti földrajzi kontinuitás, ha a különböző nyelveket beszélő lakóik szabadon közlekedhetnek a határ egyik oldaláról a másikra.
Nyelvérintkezés gyarmatosítás útján is jött létre gyarmatosítók és gyarmatosított népességek között, valamint a rabszolgaság is nyelvérintkezés körülménye volt.
A kereskedelmi kapcsolatok még gyarmatosítás nélkül is mindig nyelvérintkezés alkalmai voltak, nemcsak szomszédos nyelvi közösségek, hanem egymástól távoliak között is, például az angol és a kínai nyelv között, a 18. században, Kína kikötővárosaiban.
Fontos körülménye a nyelvérintkezésnek a bevándorlás, amely nyomán egy nyelv viszonylag nagy számú beszélői több-kevesebb ideig vagy végleg más nyelvi közösség által lakott területre telepednek le. Ilyen nyelvérintkezés jött létre például az egykori Galliában, a helyi galloromán nyelv beszélői és germán nyelveket beszélő törzsek behatolásakor. Viszonylag nem régi esetei tömeges bevándorlásnak íreké vagy portorikóiaké az Amerikai Egyesült Államokba.
Nem csak népi, hanem művelt nyelvérintkezés is létezik. Egyes kultúrák elterjedése viszonylag kis számú írástudók személyes nyelvérintkezése útján történt, amely nyelvek közötti kontaktust eredményezett. Így hatott a kínai civilizációt hordozó kínai nyelv olyan kelet-ázsiai és délkelet-ázsiai nyelvekre, mint a japán, a vietnámi, a koreai stb. Az iszlámot terjesztve az arab nyelv olyan ázsiai és afrikai nyelveket befolyásolt, mint az urdu, a perzsa, a török, a szuahéli vagy a fulbe. Egyes már nem beszélt nyelvek is még mindig érintkeznek élő nyelvekkel. Az ógörög és a latin nyelv továbbra is szolgál nyelvi elemekkel a nyugati nyelveknek, a szanszkrit a hindi nyelvnek és a hinduizmus kultúrköréhez tartozó nyelveknek, a klasszikus kínai nyelv pedig a modern kínainak vagy kisebb mértékben a japán nyelvnek.
Az iskolarendszerben vagy az egyéni, tananyagok segítségével való idegennyelv-tanulás speciális esete a művelt nyelvérintkezésnek.

## A nyelvérintkezés következményei

### A beszélőkre nézve
A nyelvérintkezésben részt vevő beszélők kétnyelvűek, esetleg többnyelvűek. A kétnyelvűség minősége különbözik úgy egyének, mint beszélőcsoportok között. Ritkább az kiegyenlített kétnyelvűség, mint az egyenlőtlen, amelyben az anyanyelv dominál. Minősége a nyelvérintkezés súlyától függ, amelyet számos tényező határoz meg: kulturális jellegzetességek, vallás, nem, életkor, társadalmi státusz, foglalkozás. Egyes tényezők megkönnyítik a nyelvérintkezést: a bevándorlók, a városiak, a fiatalok, a magasabb társadalmi-kulturális státuszú egyének könnyebben tanulják meg azon csoportok nyelvét, amelyekkel érintkezésbe lépnek. Egyéb tényezők viszont korlátozhatják. Például a vallás a két nyelv használatának szigorú szakosodását határozhatja meg; a kulturális különbségek a második nyelv tanulását a szókészletre korlátozhatják stb.
A kétnyelvűek nyelvhasználatában kisebb-nagyobb mértékű negatív transzfer típusú nyelvi interferencia tapasztalható, azaz a beszélők olykor anyanyelvük szabályait alkalmazzák a második nyelv használatakor, és fordítva, második nyelvi elemeket iktatnak be az anyanyelvüket használva. A második nyelv hatása annál nagyobb, minél élénkebb a nyelvérintkezés a beszélő foglalkozása vagy/és a kisebbségi nyelvi közösség viszonylag kicsi súlya miatt a többségihez viszonyítva, és ugyanakkor minél kisebb az anyanyelv sztenderd változatának az ismertségi foka a viszonylag alacsony anyanyelvi iskolázottsági szint miatt. Például határon túli magyar kisebbségek anyanyelv-használatáról folytatott vizsgálatok eredményeztek egyes adatokat olyan második nyelvi jelenségekről, amelyek befolyásolják a magyar nyelv használatát. Példák:
- a szókincsben:
  - a második nyelvből átvett szavak, pl. Felvidéken tyepláki vs. ’melegítő, mackó’;
  - tükörfordításos szócsoportok, pl. Felvidéken születési szám vs. ’személyi azonosító’;
  - mindkét nyelvben jövevényszavak, de a második nyelvből átvett, a sztenderd magyar alaktól különböző alakban, pl. Délvidéken tribina vs. ’tribün’;
- a nyelvtani rendszerben:
  - mondattani tükörfordítások, pl. Erdélyben vesz egy taxit vs. ’taxiba ül’.

Gyakori jelenség a kétnyelvűek nyelvhasználatában a kódváltás, azaz egyik nyelvről a másikra térés ugyanabban a beszédfolyamban. Az egyik nyelv súlya a másikhoz viszonyítva különféle tényezőktől függhet. Példák:
- egyszerű mondat, amelyben az anyanyelv, a török van túlsúlyban a második nyelvvel, az egy szóval képviselt norvéggal szemben: Adamlar yeri vaske yapıyor ’Az emberek mossák (szó szerint mosni) a padlót’;
- összetett mondatban, amelyben az anyanyelv, a szuahéli van túlsúlyban a második nyelvvel, az egy szóval és egy szókapcsolattal képviselt angollal szemben: Lakini niko sure ukienda after two days utaipata Uchimi Supermarket kwa wingi ’Biztos vagyok benne, ha két nap múlva mész, bőven találsz az Uchimi szupermarketben’;
- összetett mondat, amelyben a két nyelvet, a németet és az angolt egyenlően egy-egy tagmondat képviseli: Papa, wenn du das Licht ausmachst, then I'll be so lonely ’Apu, ha eloltod a villanyt, akkor olyan egyedül leszek’.

A nyelvérintkezés nyelvcseréhez is vezethet, amikor a beszélők elhagyják anyanyelvüket és a másodikat teszik magukévá. A csere folyamatos vagy hirtelen, egyénekre korlátozott vagy egész csoportra kiterjedő, egy vagy több nemzedék életében végbemenő lehet. Oka a többségi közösségbe való beilleszkedés szüksége vagy/és kívánsága lehet, és aktívan ösztönözheti az az állam, amelyben a többség él. A nyelvcsere például bevándorlók második és harmadik nemzedékében tapasztalható.

### A nyelvekre nézve
A történelem folyamán a fentihez hasonló jelenségek jelennek meg egész nyelvi közösségek szintjén, ami nyelvek kialakulásában, fejlődésében és kihalásában nyilvánul meg.
Egyes nyelvek két nyelv beszélőinek ehhez elégséges hosszúságú nyelvérintkezési időszakának nyomán alakultak ki. Például a francia nyelv keletkezése latin-gall nyelvérintkezés útján kezdődött el. Mivel a latin hatása a gallok nyelvére sokkal nagyobb volt, mint fordítva, az eredmény a gallok nyelvcseréje és a galloromán nyelv kialakulása volt. Ezt újabb, galloromán-frank nyelvérintkezési időszak követte, amely a frankok germán nyelvének cseréjével végződött a helyiek nyelvére.
Mivel a hatások kölcsönösek, bár különböző súlyúak, a beolvadt nyelvek vonásaiból is megmaradnak egyesek az újonnan keletkezett nyelvben. Az így kihalt nyelvek szubsztrátuma, illetve szupersztrátuma az utóbbinak, a francia esetében a gall, illetve a frank nyelv.
A szociolingvisztikában a szubsztrátum és a szupersztrátum fogalmakat másként értelmezik, de szintén nyelvek és nyelvváltozatok nyelvérintkezés útján való keletkezésével kapcsolatban használják. Szó van például a pidzsin nyelvekről, amelyek közvetítőnyelv szerepű, második nyelvként elsajátított kevert nyelvek. Olyan különböző anyanyelvű beszélők használják, akik ismételt vagy kiterjedt érintkezésbe kerülnek egymással kereskedelmi kapcsolatok, bevándorlás, rabszolgaság vagy egyéb körülmények révén. Ezek vagy viszonylag rövid idő után kihalnak, amikor már nincs rájuk szükség, vagy kreol nyelvekké válnak, amelyek anyanyelvek. Pidzsin például a russenorsk, a 19. században létezett orosz-norvég kereskedelmi nyelv, kreolra pedig példa a haiti. Ezek esetében szubsztrátumnak az Afrikában, Dél-Ázsiában, Délkelet-Ázsiában, az Indiai-óceán és a Csendes-óceán szigetein, valamint Amerikában élő bennszülöttek nyelveit nevezik, vagy azon rabszolgákéit, akiket a világ egyik részéről a másikra vittek, szupersztrátumnak pedig gyarmatosító országok nyelveit, vagy azokéit, amelyekbe a rabszolgákat vitték. Például a haiti kreol nyelv szupersztrátuma a francia. A fentebb említett francia nyelv szupersztrátumával ellentétben a pidzsin és a kreol nyelvek szupersztrátuma domináns nyelv.
Ugyancsak nyelvérintkezés útján keletkeznek gyarmatosító országok nyelveinek gyarmatosított népek beszélői által használt változatai, amelyek a függetlenség elnyerése után is fennmaradnak. Ezekben a szupersztrátum az előbbi kategóriához tartozó nyelv, amely ez esetben is domináns, a szubsztrátum pedig helyi nyelv. Ilyen változatok például Indiában a sztenderd angolhoz közelebb álló Indian English és a Hinglish, amelyet erősebben befolyásol a szubsztrátum.
A nyelvek folytonosan fejlődnek, nyelvérintkezés útján is, ami idegen nyelvi elemek átvételében, ún. kölcsönzésben nyilvánul meg. Kezdetben az átvételek egyéniek, majd az egész nyelvi közösségre kiterjednek. Egyes nyelvészek adsztrátumnak nevezik az átvételek együttesét a nyelv egész történetében. Más szerzők szerint az adsztrátum vagy két egymással kapcsolatban álló nyelv közötti interferencia, vagy egy olyan idióma, amely egy másik, referenciaként tekintett idiómát befolyásol, vagy azon nyelvi jelenségek együttese, amely egy bizonyos nyelv egy másikra való hatásának az eredménye.
Nyelvek érintkezése ún. nyelvszövetséget (nyelvi uniót) eredményezhet. Ez nem rokon vagy csak távoli rokon, de földrajzilag egymáshoz közel létező nyelvek csoportja, amelyek kölcsönhatások miatt közös vonásokat mutatnak. Ilyen például a balkáni nyelvi unió.